# Bodische Sprachen
Die bodischen Sprachen (kurz Bodisch) bilden eine Untergruppe der tibetobirmanischen Sprachen, eines Primärzweiges des Sinotibetischen. Die etwa 65 bodischen Sprachen werden von sieben Millionen Menschen im Himalayagebiet, vor allem in Tibet, Nord-Indien, Nepal und Bhutan gesprochen. Die bedeutendste Untergruppe des Bodischen bilden die tibetanischen Sprachen mit über fünf Millionen Sprechern, die größten Einzelsprachen sind Tibetisch (4,5 Millionen Sprecher einschließlich der Varietäten Amdo und Khams) und das Tamang, das von fast einer Million Menschen in Nepal gesprochen wird.
Zur Unterscheidung der Bezeichnungen bodisch und tibetanisch siehe den Artikel Tibetanische Sprachen.

## Klassifikation und Untereinheiten
- Sinotibetisch
  - Tibetobirmanisch
    - Bodisch
      - Tibetanisch
      - Tamang-Ghale
      - Tshangla
      - Takpa (Moinba)
      - Dhimal-Toto